# Gregorij III. Laham
Gregorij III. Laham (lat. Gregorius III Lahamus; Darayya, 5. prosinca 1933.), grkokatolički biskup i patrijarh Melkitske grkokatoličke Crkve.

## Životopis

### Od rođenja do svećeništva
Gregorij III. Laham ili pravog imena Lutfy Laham rodio se u Darayyi 15. prosinca 1933. Nakon što je završio Osnovnu školu otišao je u sjemenište svetog Spasitelja u Saidi u Libanonu 1943. 
Prve zavjete položio je 1949., a vječne zavjete položio 1954. Tokom razdoblja bogoslovije išao je na filozofsko-teološki fakultet u Jounu. Nakon što je položio vječni zavjet odlazi na u Rim završiti studij i 15. veljače 1959. zaređen za svećenika i u opatiji Grottaferrati u Italiji.

### Od svećenika do biskupa
Za vrijeme svećeničke službe, tj. odmah nakon ređenja uspijeva doktorirati orijentalnu teologiju na Papinskom Orijentalnom Institutu. Nakon što je doktoriro, dobiva službu poglavara istog sjemeništa u kojem je sam bio za vrijeme svog puta prema svećeništvu od 1961. do 1964. Godine 1962. osnovao je časopis Al - Wahdah - jedinstvo u vjeri, prvi ekumenski časopis, koji je bio arapskom jeziku. Također je osnovao mnogo sirotišta i škola.
Godine 1975. imenovan je postao administrator patrijarhalnog vikarijata Jeruzalema.

### Od biskupa do patrijarha
Dana 30. kolovoza 1981. imenovan je nadbiskupom od patrijarha Maksimusa V. Hakima. Nakon ređenja za biskupa nastavlja raditi kao administrator patrijarhalnog vikarijata u Jeruzalemu kao nasljednik nadbiskupa Hilariona Capuccija. 
Dana 27. studenoga 1981. imenovan je nadbiskupom u Tarzu, a ustoličio ga je Maksimus V. Hakim, također imenovao ga je predsjenikom liturgijske komisije i obnovio Antologiju (brevijar Melkitske grkokatoličke Crkve). Također obnovio crkvene knjige, pogotovo je sažeo knjigu Božanske liturgije. Prije nego što je imenovan patrijarhom Melkitske grkokatoličke Crkve bio je tajnik ekumenskog povjerenstva Melkitske grkokatoličke Crkve i održavao je ekumenske odnose između Melkitske grkokatoličke Crkve i Antiohijske pravoslavne Crkve.

### Služba Patrijarha
Nakon 92 godine života, patrijarh Maksimus V. Hakim otišao je u mirovinu, radi lošeg zdravlja, 22. studenoga 2000. sazvana je biskupska sinoda Melkitske grkokatoličke Crkve da se odluči novi patrijarh. Nakon tjedan dana odlučeno je da novi patrijarh bude nadbiskup Laham i uzima ime Gregorij, po svom prethodniku Gregoriju II. Youssefu koji je bio poglavar sjemeništa u kojem je bio i sam Laham. 
Od preuzimanja službe zalagao se za kršćane koji pate od islamske ruke i na sinodi 2010. je spomenuo kako muslimani ratuju u Palestini samo da očiste kršćane s tih područja i tako da zavladaju cijelim Izraelom i Palestinom.
U ožujku 2011. zbog masovnog iseljenja kršćana progovorio je za medije "Mi kršćani riskiramo demografsko izumiranje i suočavamo se s velikim izazovima" pozivajući sve iz Arpske lige da izraze svoje mišljenje o tome kako riješiti taj fenomen, jer je rat kriv za iseljavanje kršćana iz Svete zemlje
Pozvao je sve kršćane iz Sirije da ne napuštaju zemlju, unatoč sirijskog građanskog rata, a pri tome da ni vlast ne potiče njihovo iseljenje.

## Knjige
Gregorij III. Laham je zaslužan za zalaganje kršćana u Siriji i teologije Melkitske grkokatoličke Crkve, pa je izdao i nekoliko knjiga, kao što su:
- Uvod u liturgiju i njihovim simbola u istočnoj Crkvi (Liturgija istočnog obreda)
- Glas pastiru - Istočna Liturgijska duhovnost (Duhovna knjiga)
- Život nadbiskupa Germanosa Adama (Rad i doprinos patrijarha Melkitske Crkve koji je živio u 18. stoljeću)
- Povijest Melkitske grkokatoličke Crkve (Prijevod knjige s engleskog na njemački)
- Melkitska grkokatolička Crkva na Drugom Vatikanskom koncilu

## Poveznice
- Melkitska grkokatolička Crkva
- Patrijarh
- Istočne katoličke Crkve

## Vanjske poveznice
- (engl.) Katolička hijerarhija